# Cars: Race-O-Rama
Cars: Race-O-Rama es un videojuego de carreras basado en la franquicia Cars que fue lanzado el 12 de octubre de 2009. Es la secuela directa de Cars: La Copa Internacional de Mate, que fue lanzado el 29 de octubre de 2007.

## Juego
Cars: Race-O-Rama es un juego de aventuras de carreras en el que el jugador controla al protagonista principal de Cars y piloto de la Copa Pistón Rayo McQueen. El juego cuenta con cinco mundos abiertos no lineales, incluyendo Radiador Springs. En cada área McQueen puede participar en varios tipos de carreras, incluyendo carreras de circuito, relevos y de punto a punto. Algunos eventos permiten al jugador controlar a otros personajes, como la carretilla elevadora Guido en eventos conocidos como Guido Kart. Durante estos eventos el jugador participa en carreras de combate similares a las que se encuentran en la serie Mario Kart.
A lo largo de la campaña para un jugador, los jugadores tendrán la oportunidad de actualizar visualmente McQueen. En su configuración inicial, el jugador puede cambiar el parachoques delantero de McQueen, la capucha o capó, las faldas o laterales y el alerón. Además, sus ruedas y pintura se pueden cambiar a través de desbloqueos de los coleccionables que otorga el mundo abierto.

## Personajes
Es uno de los videojuegos de Cars con el mayor elenco de personajes jugables de toda la saga:
Habitantes de Radiador Springs y Equipo McQueen
- Rayo McQueen.
- Mate.
- Doc Hudson/Fabuloso Hudson Hornet.
- Ramón.
- Flo.
- Sargento.
- Fillmore.
- Luigi.
- Guido.
- Sheriff (solo en las versiones de consola).
- Novato de la Escuela de Doc Hudson 1.
- Novato de la Escuela de Doc Hudson 2.
- Novato de la Escuela de Doc Hudson 3.
- Novato de la Escuela de Doc Hudson 4.

Equipo Chick Hicks
- Chick Hicks.
- Novato de la Escuela de Chick Hicks 1.
- Novato de la Escuela de Chick Hicks 2.
- Novato de la Escuela de Chick Hicks 3.
- Novato de la Escuela de Chick Hicks 4.
- Candice.
- Stinger.
- El Machismo.

Derby de Rustbucket
- Tater.
- Tater Jr.
- Mega Rayo.
- Mega Mate.

Personajes exclusivos del modo Guido Kart
- No Chuck/No Carlos.
- Pitty de HTB (o de Equipo Chick Hicks).
- Pitty de Motor Co.
- Pitty de la Escuela de Doc Hudson.
- Dinoco Showgirl/Animadora de Dinoco.
- Trophy Girl/Chica Trofeo.

Otros
- VIN, el auto robótico.
- Mike de Monsters, Inc..
- Sulley de Monsters, Inc..

## Reparto
| Personaje           | Actor de voz original | Doblaje de Hispanoamérica | Doblaje de España         |
| ------------------- | --------------------- | ------------------------- | ------------------------- |
| Rayo McQueen        | Keith Ferguson        | José Antonio Maciás       | Guillermo Romero          |
| Mate                | Larry the Cable Guy   | Mario Filio               | Carlos Kaniowsky          |
| Sargento            | Paul Dooley           | Polo Ortín                | José Antonio Ceinos       |
| Tia                 | Elissa Knight         | Romina Marroquín Payró    | Mar Bordallo              |
| Mia                 | Lindsey Collins       | Yadira Aedo               | Cristina Yuste            |
| Mack                | John Ratzenberger     | Arturo Mercado Chacón     | David García Vázquez      |
| Flo                 | Jenifer Lewis         | Ángela Villanueva         | Isabel Donate             |
| Ramón               | Cheech Marin          | Jorge Arvizu              | José Escobosa             |
| Bubba               | S Scott Bullock       | Rubén Moya                | Pedro Tena                |
| Fillmore            | Lloyd Sherr           | Eduardo Tejedo            | Luis Marín                |
| Emma                | Cricket Leigh         | Gaby Ugarte               | Salomé Larrucea           |
| Sally Carrera       | Bonnie Hunt           | Dulce Guerrero            | Yolanda Mateos            |
| El Machismo         | Randy Savage          | Enrique Cervantes         | Rafael Azcárraga          |
| Candice             | Tara Strong           | Carla Castañeda           | Belén Rodríguez           |
| Stinger             | Dee Bradley Baker     | Héctor Emmanuel Gómez     | Jesús Barreda             |
| Padre de Cancide    | Wayne Brady           | Martin Soto               | Nacho Aramburu            |
| Luigi               | Tony Shalhoub         | Salvador Nájar            | Antonio Villar            |
| Motorco Vin         | Josh Robert Thompson  | Gerardo Vásquez           | Jesús Carrasco            |
| No Chuck            | Mike No Name Nelson   | Juan Antonio Edwards      | Miguel Ángel Varela       |
| Sheriff             | Michael Wallis        | Francisco Colmenero       | Héctor Cantolla           |
| Tater               | Stephen Stanton       | Ernesto Lezama            | José Padilla              |
| Tater Jr.           | Joe Smith             | Sergio Gutiérrez Coto     | Sergio García Marín       |
| Snot Rod            | Lou Romano            | Héctor Alcaraz            | Emilio de Villota Sr.     |
| Wingo               | Adrian Ochoa          | Ricardo Tejedo            | Aleix Estadella           |
| DJ                  | E.J. Holowicki        | Yamil Atala               | Francesc Belda            |
| Boost               | Jonas Rivera          | Eduardo Giaccardi         | Óscar Muñoz               |
| Trophy Girl         | Elissa Knight         | Melissa Gedeón            | Sara Polo                 |
| Vins                | S. Scott Bullock      | Abraham Vega              | Juan d'Ors                |
| Chick Hicks         | Michael Keaton        | Carlos Becerril           | Francisco Javier Martínez |
| Chick Hicks Pit Guy | Jon Olson             | Ernesto Mascarúa          | Francisco Javier Martínez |
| Doc Hudson          | Corey Burton          | José Lavat                | Víctor Valverde           |
| Chica Fan 1         | Jada Pinkett Smith    | Gaby Torres               | Elena Palacios            |
| Chica Fan 2         | Jada Pinkett Smith    | Gaby Torres               | Elena Palacios            |
| Hicks Student 1     | Mark Silverman        | Carlo Vázquez             | Alfonso Manjavacas        |
| Hicks Student 2     | Josh Robert Thompson  | Arturo Mercado Jr.        | Ramón González Goyanes    |
| Hudson Student 1    | Chris Edgerly         | Óscar Flores              | Marcos Randulfe           |
| Hudson Student 2    | Joe Smith             | Benjamín Rivera           | Pablo Tribaldos           |
| Hudson Pit Guy      | Dee Bradley Baker     | Alfonso Obregón           | Javier Moreno             |
| Periodista          | Nolan North           | Erick Salinas             | Nacho Aramburu            |

## Desarrollo
Cars Race-O-Rama debutó en el E3 2009. La versión principal fue desarrollada por Incinerator Studios, y esta versión fue lanzada para PlayStation 3, Wii, Xbox 360 y PlayStation 2. Estaba propulsado por el motor de Rainbow Studios, que había sido la tecnología detrás de las dos entregas anteriores de Cars. Las versiones PSP y DS del juego fueron creadas por Tantalus Media en Melbourne y Brisbane, Australia. 
Una línea de juguetes para el lanzamiento fue lanzada a principios de 2009, ya que el nombre "Race O Rama" fue utilizado para la 3a serie de Mattel Die-Cast Disney Cars. Este es el último videojuego de Disney/Pixar publicado por THQ, así como el último juego publicado por cualquier otra compañía excepto Disney Interactive Studios hasta 2017 cuando Cars 3: Hacia la victoria fue publicado por Warner Bros. También es el último juego de Cars que se lanzó en PlayStation 2.

## Recepción
Cars: Race-O-Rama revisiones mixtas recibidas, según Metacritic.